# David Williams (hockey sur glace)
Pour les articles homonymes, voir Williams, Dave Williams et Tiger.
David James Williams, surnommé Tiger, (né le 3 février 1954 à Weyburn dans la province de Saskatchewan au Canada) est un joueur professionnel de hockey sur glace. Il est connu pour être le joueur de l'histoire de la Ligue nationale de hockey à avoir été le plus pénalisé au cours de sa carrière avec 3 971 minutes de pénalité en saison régulière.

## Carrière en club
Il commence sa carrière en 1971-1972 dans la ligue junior de la Western Canada Hockey League avec les Broncos de Swift Current. Trois saisons plus tard, il participe aux repêchages des grandes ligues d'Amérique du Nord et est choisi par les Maple Leafs de Toronto de la Ligue nationale de hockey lors de la seconde ronde (31e choix) ainsi que par les Stingers de Cincinnati de l'Association mondiale de hockey lors de la troisième ronde (33e choix).
Il joue d'abord dans la Ligue centrale de hockey avec les Blazers d'Oklahoma City pour une quarantaine de matchs avant de débuter cette même saison avec les Maple Leafs dans la LNH. Après six saisons avec les Maple Leafs, son rôle d'« enforcer » n'est plus à démontrer : il enregistre déjà plus de 1 600 minutes de pénalité et a été le joueur le plus pénalisé de la saison à deux reprises (en 1976-1977 et en 1978-1979).
Le 18 février 1980, il rejoint les Canucks de Vancouver en retour de Rick Vaive et de Bill Delargo. Lors de cette saison, il réalise son meilleur total de buts jusque-là avec 30 buts mais il dépasse ce total la saison suivante avec 35 buts, le plus gros total pour un joueur des Canucks cette saison. Il joue avec les Canucks jusqu'à la fin de la saison 1983-1984.
Il rejoint alors les Red Wings de Détroit pour une saison puis signe avec les Kings de Los Angeles pour qui il joue quatre saisons et obtient son plus haut total de minutes de pénalité en 1987 avec 358 minutes (et une trentaine de plus lors des cinq matchs des séries éliminatoires).
En 1987-1988, il joue pour sa dernière franchise de la LNH, les Whalers de Hartford mais il est laissé libre en février et met fin à sa carrière.

### Trophées et honneurs personnels
- Ligue nationale de hockey
  - Plus grand total de minutes de pénalités de l'histoire sur la saison régulière - 3 966 minutes
  - Plus grand sur total l'ensemble saison régulière et séries éliminatoires - 4 421 minutes.
- Maple Leafs de Toronto
  - Plus grand nombre de minutes de pénalité lors des séries - 240 minutes
  - Plus grand nombre de minutes de pénalité sur une saison pour un ailier - 299 minutes en  1975-1976

## Statistiques
Pour les significations des abréviations, voir Statistiques du hockey sur glace.
| Saison     | Équipe                    | Ligue      |     | Saison régulière | Saison régulière | Saison régulière | Saison régulière | Saison régulière |    | Séries éliminatoires | Séries éliminatoires | Séries éliminatoires | Séries éliminatoires | Séries éliminatoires |
| Saison     | Équipe                    | Ligue      | PJ  | B                | A                | Pts              | Pun              | PJ               | B  | A                    | Pts                  | Pun                  |                      |                      |
| 1971-1972  | Broncos de Swift Current  | WCHL       | 68  | 12               | 22               | 34               | 278              | -                | -  | -                    | -                    | -                    |                      |                      |
| 1972-1973  | Broncos de Swift Current  | WCHL       | 68  | 44               | 58               | 102              | 266              | -                | -  | -                    | -                    | -                    |                      |                      |
| 1973-1974  | Broncos de Swift Current  | WCHL       | 66  | 52               | 56               | 108              | 310              | -                | -  | -                    | -                    | -                    |                      |                      |
| 1974-1975  | Blazers d'Oklahoma City   | LCH        | 39  | 16               | 11               | 27               | 202              | -                | -  | -                    | -                    | -                    |                      |                      |
| 1974-1975  | Maple Leafs de Toronto    | LNH        | 42  | 10               | 19               | 29               | 187              | 7                | 1  | 3                    | 4                    | 25                   |                      |                      |
| 1975-1976  | Maple Leafs de Toronto    | LNH        | 78  | 21               | 19               | 40               | 299              | 10               | 0  | 0                    | 0                    | 75                   |                      |                      |
| 1976-1977  | Maple Leafs de Toronto    | LNH        | 77  | 18               | 25               | 43               | 338              | 9                | 3  | 6                    | 9                    | 29                   |                      |                      |
| 1977-1978  | Maple Leafs de Toronto    | LNH        | 78  | 19               | 31               | 50               | 351              | 12               | 1  | 2                    | 3                    | 63                   |                      |                      |
| 1978-1979  | Maple Leafs de Toronto    | LNH        | 77  | 19               | 20               | 39               | 298              | 6                | 0  | 0                    | 0                    | 48                   |                      |                      |
| 1979-1980  | Maple Leafs de Toronto    | LNH        | 55  | 22               | 18               | 40               | 197              | -                | -  | -                    | -                    | -                    |                      |                      |
| 1979-1980  | Canucks de Vancouver      | LNH        | 23  | 8                | 5                | 13               | 81               | 3                | 0  | 0                    | 0                    | 20                   |                      |                      |
| 1980-1981  | Canucks de Vancouver      | LNH        | 77  | 35               | 27               | 62               | 343              | 3                | 0  | 0                    | 0                    | 20                   |                      |                      |
| 1981-1982  | Canucks de Vancouver      | LNH        | 77  | 17               | 21               | 38               | 341              | 17               | 3  | 7                    | 10                   | 116                  |                      |                      |
| 1982-1983  | Canucks de Vancouver      | LNH        | 68  | 8                | 13               | 21               | 265              | 4                | 0  | 3                    | 3                    | 12                   |                      |                      |
| 1983-1984  | Canucks de Vancouver      | LNH        | 67  | 15               | 16               | 31               | 294              | 4                | 1  | 0                    | 1                    | 13                   |                      |                      |
| 1984-1985  | Red Wings de l'Adirondack | LAH        | 8   | 5                | 2                | 7                | 4                | -                | -  | -                    | -                    | -                    |                      |                      |
| 1984-1985  | Red Wings de Détroit      | LNH        | 55  | 3                | 8                | 11               | 158              | -                | -  | -                    | -                    | -                    |                      |                      |
| 1984-1985  | Kings de Los Angeles      | LNH        | 12  | 4                | 3                | 7                | 43               | 3                | 0  | 0                    | 0                    | 4                    |                      |                      |
| 1985-1986  | Kings de Los Angeles      | LNH        | 72  | 20               | 29               | 49               | 320              | -                | -  | -                    | -                    | -                    |                      |                      |
| 1986-1987  | Kings de Los Angeles      | LNH        | 76  | 16               | 18               | 34               | 358              | 5                | 3  | 2                    | 5                    | 30                   |                      |                      |
| 1987-1988  | Kings de Los Angeles      | LNH        | 2   | 0                | 0                | 0                | 6                | -                | -  | -                    | -                    | -                    |                      |                      |
| 1987-1988  | Whalers de Hartford       | LNH        | 26  | 6                | 0                | 6                | 87               | -                | -  | -                    | -                    | -                    |                      |                      |
| Totaux LNH | Totaux LNH                | Totaux LNH | 962 | 241              | 272              | 513              | 3 966            | 83               | 12 | 23                   | 35                   | 455                  |                      |                      |